# 內格里萊什蒂鄉 (加拉茨縣)
內格里萊什蒂鄉（Comuna Negrilești）是羅馬尼亞的鄉份，位於該國東部，由加拉茨縣負責管轄，面積32平方公里，海拔高度57米，2007年人口2,866，人口密度每平方公里90人。